# Äquatorialplatte
Die Äquatorialplatte oder Metaphasenplatte bezeichnet eine spezielle Anordnung der Chromosomen während der mitotischen und meiotischen Metaphase der Zellteilung von Lebewesen mit Zellkernen, den Eukaryoten. Dabei ordnen sich die Chromatiden innerhalb einer Ebene entlang der Mitte der sich teilenden Zelle an und bilden so die Metaphasenplatte; die Chromosomen und Microtubuli der Spindelfasern sind dabei senkrecht zur Äquatorialplatte ausgerichtet.